# Michael Owen
Michael James Owen (Chester, 14 december 1979) is een Engels voormalig betaald voetballer die als aanvaller speelde. Hij speelde van 1996 tot 2013 voor achtereenvolgens Liverpool, Real Madrid, Newcastle United, Manchester United en Stoke City.  In februari 1998 debuteerde hij in het Engels voetbalelftal, waarvoor hij meer dan tachtig interlands speelde. Vijftien jaar later, op 19 maart 2013, maakte hij bekend zijn carrière in de zomer van 2013 te beeïndigen.
Owen kreeg de bijnamen Boy Wonder en Tom Thumb (Tom Duim) omwille van zijn jongensachtige uiterlijk en kleine gestalte.

## Clubcarrière
Owen debuteerde op 6 mei 1997 tegen Wimbledon FC in het eerste van Liverpool FC, waarvoor hij als invaller direct scoorde. In het volgende seizoen werd hij mede door een blessure van Robbie Fowler vaste spits bij de Noord-Engelse club. Hij scoorde dat seizoen achttien maal, waarmee hij gedeeld topscorer van het Premiership werd. Tevens werd Owen uitgeroepen tot beste jonge speler van het jaar in Engeland. Het volgende seizoen maakte hij wederom achttien doelpunten in de competitie, wat hem zijn tweede gedeelde topscorerstitel opleverde.
Met Liverpool won Owen in 2001 de UEFA Cup, de FA Cup en de League Cup. In het eerstgenoemde toernooi scoorde hij viermaal, de FA Cup-finale besliste hij met twee treffers in de slotfase en in de League Cup scoorde hij één goal. Owen won met Liverpool vervolgens ook de Europese Super Cup en het Charity Shield. Hierdoor had hij na het jaar 2001 vijf prijzen op zijn daarvoor blanco erelijst staan. In 2001 werd hij uitgeroepen tot Europees voetballer van het jaar. In 2002/2003 won hij de tweede League Cup in zijn loopbaan.
Owen weigerde een contractverlenging te ondertekenen bij Liverpool, waardoor hij in de zomer van 2005 gratis zou kunnen vertrekken. De Engelse club liet hem daarom voor twaalf miljoen euro voortijdig naar Real Madrid CF gaan. Daar scoorde hij in 37 wedstrijden dertien doelpunten. Hij zat er regelmatig op de bank en kon niet wennen aan het Spaanse leven. Owen wilde om die reden vertrekken bij Real en hij werd in 2005 voor bijna zeventien miljoen pond verkocht aan Newcastle United FC. Newcastle legde de spits voor vier jaar vast. Owen begon er met zeven treffers in zijn eerste acht wedstrijden, maar brak op oudejaarsdag tegen Tottenham Hotspur FC zijn middenvoetsbeentje. Daardoor speelde hij in het verdere seizoen nog één wedstrijd. Op 3 juli 2009 tekende Owen een contract voor twee jaar bij Manchester United, nadat hij een serie medische testen doorstond. Daarvoor schoot hij in de derby tegen Manchester City FC als invaller in de blessuretijd de winnende treffer binnen.
Owen werd na een voortvarende start van zijn profloopbaan regelmatig geplaagd door blessureleed. Zo revalideerde hij net op tijd van de breuk van zijn middenvoetsbeentje om aan te kunnen sluiten bij de Engelse selectie voor het WK 2006. Tijdens de laatste groepswedstrijd tegen Zweden, scheurde Owen vervolgens in de beginfase zijn kruisbanden, waardoor hij opnieuw lange tijd buitenspel stond.

## Clubstatistieken
| Seizoen | Club              | Duels | Goals | Competitie       |
| ------- | ----------------- | ----- | ----- | ---------------- |
| 1996/97 | Liverpool         | 2     | 1     | Premiership      |
| 1997/98 | Liverpool         | 36    | 18    | Premiership      |
| 1998/99 | Liverpool         | 30    | 18    | Premiership      |
| 1999/00 | Liverpool         | 27    | 11    | Premiership      |
| 2000/01 | Liverpool         | 28    | 16    | Premiership      |
| 2001/02 | Liverpool         | 29    | 19    | Premiership      |
| 2002/03 | Liverpool         | 35    | 19    | Premiership      |
| 2003/04 | Liverpool         | 29    | 16    | Premiership      |
| 2004/05 | Real Madrid       | 36    | 13    | Primera División |
| 2005/06 | Newcastle United  | 12    | 7     | Premier League   |
| 2006/07 | Newcastle United  | 3     | 0     | Premier League   |
| 2007/08 | Newcastle United  | 29    | 11    | Premier League   |
| 2008/09 | Newcastle United  | 28    | 8     | Premier League   |
| 2009/10 | Manchester United | 19    | 3     | Premier League   |
| 2010/11 | Manchester United | 10    | 2     | Premier League   |
| 2011/12 | Manchester United | 1     | 0     | Premier League   |
| 2012/13 | Stoke City        | 8     | 1     | Premier League   |
| Totaal  | Totaal            | 361   | 163   |                  |

| WK-statistieken | Club              | Positie   | W |   |   | D | A |   |   |   |
| --------------- | ----------------- | --------- | - | - | - | - | - | - | - | - |
| WK voetbal 2006 | Manchester United | aanvaller | 3 | 0 | 2 | 0 | 0 | 0 | 0 | 0 |

## Interlandcarrière
Op 11 februari 1998 maakte Owen als achttienjarige in een oefenwedstrijd tegen Chili zijn debuut in het Engelse nationale team. Dat gebeurde onder leiding van bondscoach Glenn Hoddle. Daarmee werd hij de jongste Engelse international van de 20e eeuw. Tijdens het WK 1998 zat hij aanvankelijk op de bank, maar na zijn spel tegen Roemenië werd hij opgenomen in de basisopstelling. Hij scoorde tegen Argentinië na een aanzienlijk gedeelte van het veld op snelheid alleen overgestoken te hebben, maar kon de uitschakeling niet voorkomen.
Inmiddels als vaste waarde in de ploeg, reisde Owen met Engeland af naar het EK 2000. Owen scoorde eenmaal, weer tegen Roemenië, maar de poule was het eindstation voor Engeland.
Op het WK 2002 schakelde Owen met Engeland in de poulefase Argentinië uit. De achtste finale tegen Denemarken werd met 3-0 gewonnen, mede dankzij een goal van Owen. In de kwartfinale tegen Brazilië scoorde hij de openingstreffer, maar dat bleek niet genoeg tegen de uiteindelijke kampioen Brazilië.
Op het EK 2004 scoorde Owen de 1-0 in de kwartfinale tegen Portugal, maar na een verlenging en strafschoppenserie (waarin Owen raak schoot) ging het gastland alsnog naar de halve finale.
Voor het WK 2006 was het de vraag of Owen volledig hersteld was van een gebroken voet. Hij werd fit genoeg geacht door de bondscoach, maar na 51 seconden tegen Zweden te hebben gespeeld, liep hij een zware knieblessure op. Later dat jaar was hij weer hersteld en speelde weer op het hoogste niveau in Engeland. In maart 2008 speelde hij zijn laatste interland, tegen Frankrijk.

## Trivia
- Owen werd in 2006 de speler die het snelst gewisseld werd op een WK voetbal. Hij werd na 51 seconden van de wedstrijd Engeland-Zweden vervangen wegens een blessure. Dit record deelde hij met Alessandro Nesta.

## Erelijst
Als speler
 Liverpool
- UEFA Cup: 2000/01
- UEFA Super Cup: 2001
- FA Cup: 2000/01
- FA Community Shield: 2001
- Football League Cup: 2000/01, 2002/03

 Manchester United
- Premier League: 2010/11
- Football League Cup: 2009/10
- FA Community Shield: 2010

Individueel
- Ballon d'Or: 2001
- World Soccer World Player of the Year: 2001
- ESM Team of the Year: 2000/01
- BBC Sports Personality of the Year: 1998
- Premier League Golden Boot: 1997/98, 1998/99
- Premier League Player of the Season: 1997–98
- PFA Young Player of the Year: 1997–98
- PFA Team of the Year: 1997–98
- Premier League Player of the Month: augustus 1998
- FIFA World Cup Best Young Player Award: Frankrijk 1998
- FIFA World Cup All-Star Team: 1998 (reserve)
- Premier League 10 Seasons Awards: Domestic Team of the Decade
- FIFA 100
- English Football Hall of Fame: 2014
- Golden Foot: 2017, als voetballegende

## Na het voetbal
Sinds zijn afscheid van de voetbalsport is Owen actief geworden in de rensport. Hij is eigenaar van een aantal succesvolle renpaarden. In 2017 maakte hij op Ascot Racecourse zijn debuut als jockey. In een race van 10 amateur-jockeys finishte hij, voor de ogen van prins Charles en Camilla Parker Bowles, als tweede.

## Privé
Owen trouwde in 2005 met zijn jeugdvriendin Louise Bonsall. Zij hebben vier kinderen, een zoon en drie dochters.